# 红花冷水花
红花冷水花（学名：Pilea rubriflora）为荨麻科冷水花属的植物，为中国的特有植物。分布于中国大陆的湖北、四川等地，生长于海拔800米的地区，多生在山坡阴湿处，目前尚未由人工引种栽培。